# 美洲醫科大學

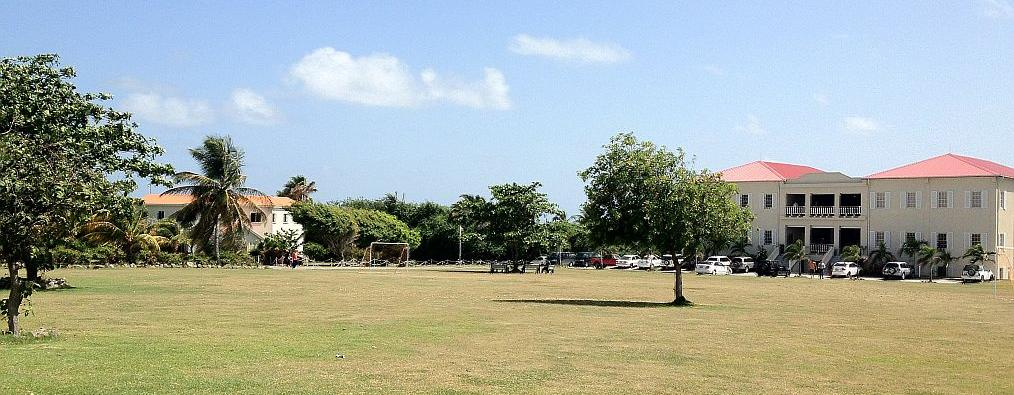
美洲医科大学

美洲醫科大學 (Medical University of the Americas) 是在加勒比海東部尼維斯島上的一所醫學院，醫學係由四年制：前兩年（五學期）在尼維斯進行基礎教學，後兩年（七十二星期）在美國與愛爾蘭的醫院進行臨床教學。 畢業後所獲得的學位為醫學博士。 學生大多數來自北美地區、教師來自美國、加拿大、英國、墨西哥、黎巴嫩、中國、瑞典、德國、俄羅斯、以及印度。  教學語言是英語。 畢業後可報考美國醫學執照考試（USMLE）以及有資格申請美國實習醫師、住院醫師等職位。

## 政府認可
美洲醫科大學由聯合國世界衛生組織認可、以聖克裏斯多福與尼維斯教育部認可。
美洲醫科大學由紐約州教育部認可、准許美洲醫大的學生在紐約州進行多於十二星期的臨床訓練與教學。